# Prenanthes autumnalis
Prenanthes autumnalis là một loài thực vật có hoa trong họ Cúc. Loài này được Walter miêu tả khoa học đầu tiên năm 1788.